# Lorenzo Camerano

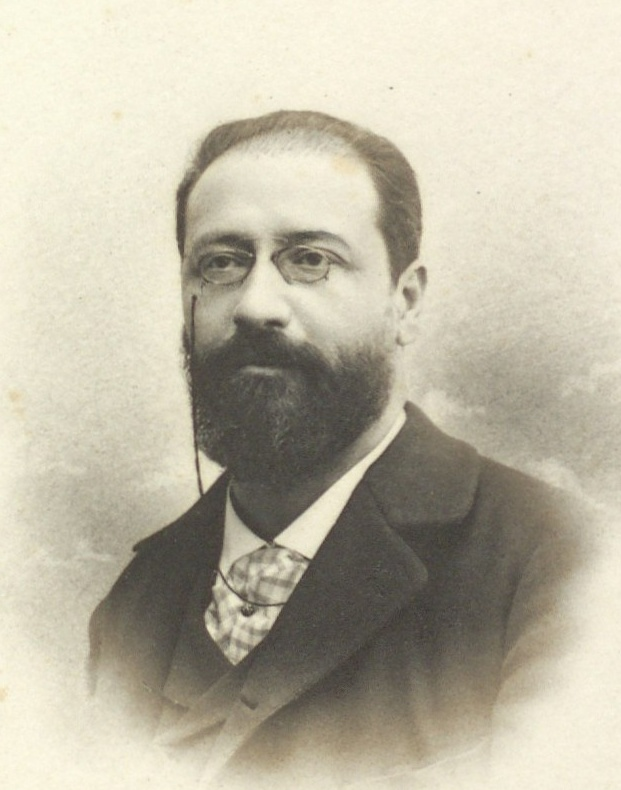
Lorenzo Camerano

Lorenzo Camerano (* 9. April 1856 in Biella; † 22. November 1917 in Turin) war ein italienischer Naturforscher.

## Leben
Cameranos Familie musste häufig umziehen, da sein Vater Regierungsmitarbeiter war. Seine Einschulung war in Bologna, seinen Schulabschluss machte er 1874 am Liceo classico Vincenzo Gioberti in Turin. Während seiner Schulzeit entwickelte er ein Talent als versierter Künstler, das die Aufmerksamkeit von Michele Lessona, Professor an der Universität Turin, erregte. Cameranos Freundschaft mit Lessona führte zu einer Aufgabe der Malerei zugunsten der Naturwissenschaften. Er schrieb sich an der Universität Turin ein und graduierte 1878 in Mathematik, Physik und Naturwissenschaften. Anschließend wurde er Assistent im zoologischen Museum der Universität, das von Lessona geleitet wurde. Camerano heiratete später Lessonas Tochter, die als Schullehrerin tätig war.
1889 wurde Camerano Vorsitzender des Lehrstuhls für Vergleichende Anatomie und Physiologie an der Universität Cagliari. Diesen hatte er kaum zwei Monate inne, da er sich entschied, Lessonas Lehrstuhl in Turin zu übernehmen. 1894 wurde er Direktor des Zoologischen Museums der Universität Turin. Camerano bekleidete viele wichtige Positionen, die seine Interessen und Leistungen widerspiegelten. Von 1907 bis 1910 war er Rektor der Universität Turin. 1909 wurde er zum Senator des Königreichs Italiens ernannt. Als Präsident des Club Alpino Italiano, dem er zwischen 1910 und 1916 vorstand, trat er bereits im September 1914 für einen italienischen Kriegseintritt in den Ersten Weltkrieg ein.
Cameranos Interessen waren breit gefächert. Seine Bibliographie umfasst nahezu 350 Publikationen, von denen sich 55 mit Amphibien und Reptilien befassen. Er betrieb auch Forschungen über die Systematik der Entomologie in der Landwirtschaft, über die er drei Texte veröffentlichte. In weiteren Studien befasste er sich mit Säugetieren (insbesondere Wale) und mit der Saitenwurmgattung Gordius. Seine herpetologischen Hauptinteressen galten der Metamorphose, den sekundären Geschlechtsmerkmalen sowie der Ökophysiologie. Nach Harris Wilders Entdeckung der Lungenlosigkeit bei nordamerikanischen Salamandern im Jahr 1894, veröffentlichte Camerano zwischen 1894 und 1896 Studien über die Atmung bei europäischen Vertretern der Lungenlosen Salamander. Von 1883 bis 1891 veröffentlichte er fünf umfangreiche Monographien über die Reptilien und Amphibien Italiens, die von ihm selbst illustriert wurden.

## Von Camerano entdeckte und beschriebene Arten
In seinen herpetologischen Arbeiten beschrieb er neue Arten von Echsen, Schlangen und Fröschen:
- Kleiner Wasserfrosch
- Marokkanischer Scheibenzüngler
- Tyrrhenische Gebirgseidechse
- Italienische Äskulapnatter
- Elburs-Felseidechse
- Türkischer Wasserfrosch

## Ehrungen
1889 wurde Camerano Mitglied der Accademia delle Scienze di Torino, deren Vizepräsident er von 1910 bis 1913 war und der er als Präsident von Mai 1916 bis zu seinem Tode vorstand.
Eine Unterart des Sonnenguckers wurde nach ihm benannt, der Camerano-Sonnengucker, Phrynocephalus helioscopus cameranoi BEDRIAGA 1907.

## Werke

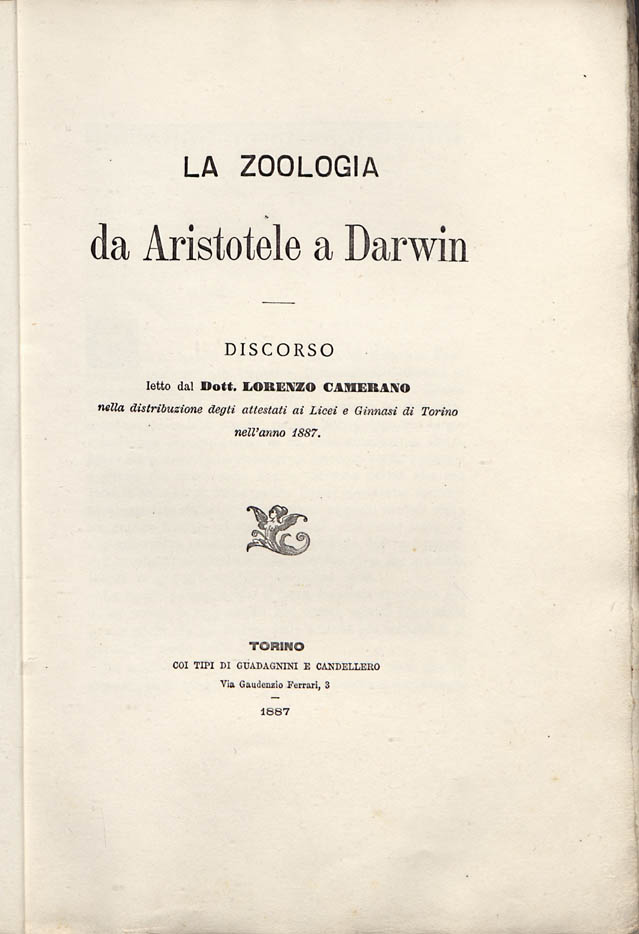
La zoologia da Aristotele a Darwin, 1887

- La zoologia da Aristotele a Darwin. Guadagnini & Candellero, Torino 1887 (italienisch, beic.it).